# 拉库
拉库（法語：Lacour）是法国南部-比利牛斯大区 塔恩-加龙省的一个市镇，属于卡斯特尔萨拉桑区 布尔德维萨县。该市镇2009年时的人口 为171人。

## 人口
拉库人口变化图示
| 数据来源：INSEE |